# Анклав Ладо

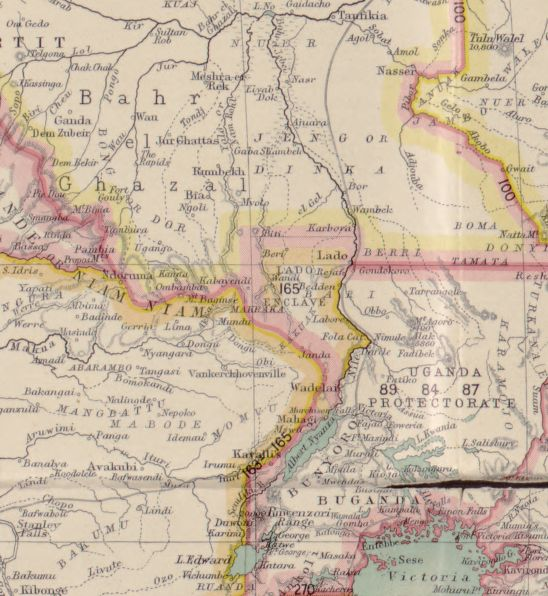
Карта Анклава Ладо

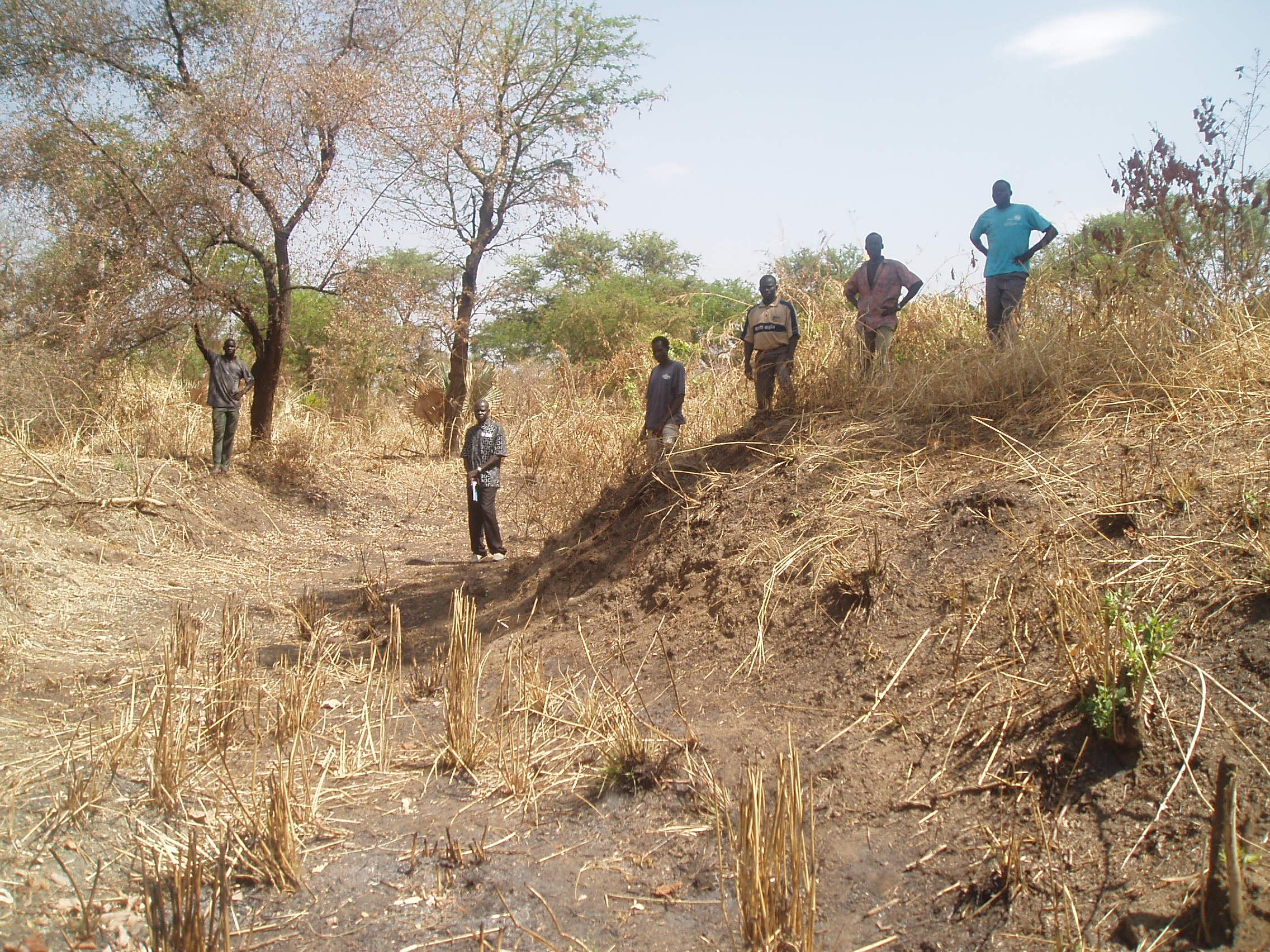
Стена крепости Дуфиле, которую занимали бельгийцы с 1902 по 1907

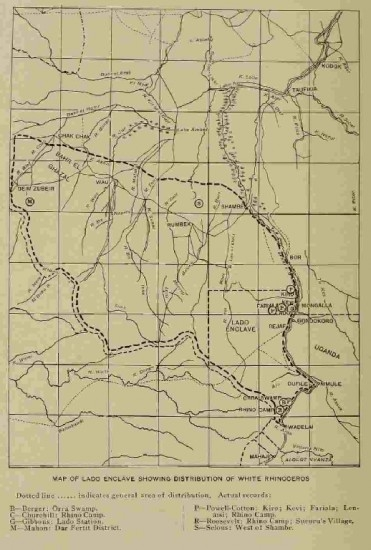

Анклав Ладо (фр. Enclave de Lado; нидерл. Lado-Enclave) — эксклав Свободного государства Конго, который существовал с 1894 по 1910 год, располагался на западном берегу Белого Нила на современной территории Южного Судана и северо-западе Уганды.

## История
Заселённый в основном племенами бари, был включён в состав Египетской провинции Османской империи, точнее в её провинцию Экватория в 1871 году. Однако король Бельгии Леопольд II считал данную территорию, известную также как Судан Леопольда, своей. После начала восстания Махди данный район попал под контроль повстанцев, и Леопольд II направил сюда несколько экспедиций, заняв эту территорию. Уильям Ван Керковен во главе одной из них добрался до Нила в 1891 году, основав пост Ганда на берегу реки. Луи Наполеон Шальтен обосновался в Реджафе в 1897 году, основав там военный пост 17 февраля. До этого Реджаф являлся центром влияния сторонников Махди в регионе, так как был самым верхним по течению Нила судоходным портом. По положениями англо-конголезских договоров 1894 года (12 мая и 14 августа) значительная часть регионов Экватория и Бахр-эль-Газаль была передана королю Бельгии Леопольду II во временное владение на время его жизни. В обмен на это Леопольд согласился уступить полосу земли в восточной части Свободного государства Конго для строительства железной дороги Кейптаун — Каир. Бельгийско-британское сотрудничество также имело целью предотвратить появление французского плацдарма в Бахр-эль-Газаль и открыть Южный фронт в борьбе против суданских повстанцев. Для Леопольда II этот район был важен возможностью иметь транспортный коридор из северо-восточной части Свободного государства Конго к Средиземному морю через Нил.
В 1897 году бельгийцы начали экспансию на север — в район Бахр-эль-Газаль, но по договору 1906 года данный район вернулся под юрисдикцию англичан. Бельгийские войска были выведены в следующем году в Анклав Ладо. Данные поправки к основным договорам были внесены 9 мая 1906, определив сферы влияния обоих государств в районе Верхнего Нила и озера Танганьика. Некоторые территории британской сферы влияния остались в руках Свободного государства Конго. Территория была описана в статье II: «восточной границей является Нил, на западе граница бассейна Нила, северная граница — это горизонтальная линия, проходящей через Фашода и южная — Германская Восточная Африка. Эта область остаётся под управлением Свободного государства Конго, однако будет иметь свой флаг».
В 1902 году была занята крепость Дуфиле, основанная Эмин Пашой в 1879 году. В 1907 крепость была оставлена.
Территория, по которой была достигнута договоренность, была разделена на две зоны по линии меридиана 30 градусов: западная часть была отнесена к суверенной территории Свободного государства Конго, а восточная часть будет передана Британии после смерти Леопольда II. После протестов Франции Леопольд согласился, что территория к востоку от линии 30 градусов будет снижена до 15,000 квадратных миль. Эта территория была названа Анклав Ладо (хотя и не являлась анклавом).
Анклав имел площадь около 15,000 квадратных миль (39,000 км²), на которой проживало около 250 тысяч населения, столицей был город Ладо.
Северным постом был Киро, на западном берегу Белого Нила, недалеко от британского поста в Монгалла. Эдвард Фотерджил посетил Судан около 1901 года, его путь прошёл по Монгалла между Ладо на юге и Киро на севере, но по восточному берегу реки. По его мнению «Киро, самый северный пост Конго на Ниле, очень красивый и чистый городок. Ладо, второй пост, кажется, ещё красивее». Вместе с тем он указывал, что хотя здания были хорошей постройки, они были слишком тесно построены.
Анклав Ладо был очень важен для Свободного государства Конго, так как он включал Реджаф, который был конечным пунктом для судоходства по Нилу. В Реджафе находился комендант местной колониальной администрации анклава с 1897 года по июнь 1910 года.
Британия протестовала против нерационального использования территории Анклава Ладо. Леопольд II пожертвовал Конго Бельгии и Свободное государство Конго стало колонией Бельгии (Бельгийское Конго) в 1908 году. Леопольд II умер в 1909 году, аренда была прекращена в 1910 году. 10 июня 1910 года эксклав был включён в состав провинции Бахр-эль-Газаль Англо-Египетского Судана и в 1912 году южная часть отошла к протекторату Уганда.

### Флаг и герб
Герб и флаг территории были разработаны полковником Колмантом. Флаг основан на конголезском флаге, герб создан на основе флага с добавлением личного герба Леопольда II. Андреевский крест или Бургундский крест был помещен в память о компании Остенде, которая финансировала первые бельгийские колониальные экспедиции. Официально флаг и герб не были признаны.

### Коменданты
Хотя столицей Анклава Ладо считалась деревня Ладо (около Джуба), коменданты (фр. commandants) проживали в стратегически важном Реджафе. Анклав Ладо имел границу с районом Уэле Свободного государства Конго (сейчас Восточная провинция (Конго)), где была резиденция старшего коменданта (фр. Commandant Supérieur).
- 1900—190?: Gustave Renier
- 190?—1903: Albéric Bruneel
- 1903—1905: Henri Serexhe
- 1905—1908: Guillaume-Léopold Olaerts
- 1908—1909: Léon Preudhomme
- 1909—1910: Bertrand de Meulenaere

## Теодор Рузвельт в Ладо
В 1910 году Теодор Рузвельт охотился на территории анклава Ладо. Сохранился ряд фотографий того периода.

## Современное состояние
Сейчас входит в Южный Судан и Уганду. На территории действуют сепаратисты, стремящиеся к отделению района. Часть из них номинально подчиняется так называемому королю Ладо в изгнании. При этом они главным своим врагом называют США.